# ريموند أ. توماس
ريمون أنتوني توماس الثالث (بالإنجليزية: Raymond Anthony Thomas III)‏ المعروف أيضا باسم توني توماس (بالإنجليزية: Tony Thomas)‏ (ولد في 6 أكتوبر 1958 في بنسيلفانيا، الولايات المتحدة) فريق أول في جيش الولايات المتحدة والقائد الحالي لقيادة العمليات الخاصة للولايات المتحدة.
شارك في العديد من العمليات القتالية منها غزو غرينادا في عام 1983 والغزو الأمريكي لبنما في عام 1989 وحرب الخليج الثانية في عام 1991 ومنذ عام 2001 في حروب العراق وأفغانستان. ما بين عامي 2001 و2013 (باستثناء الوقت الذي أمضاه في العراق مع الفرقة المدرعة الأولى في عام 2007) توماس نشر إلى أفغانستان كجزء من وحدات العمليات الخاصة المختلفة.
نقل توماس من مجال العمليات الخاصة إلى مجال الحرب التقليدية عندما تم اختياره من قبل الفريق مارك ب. هرتلينغ القائد السابق للفرقة المدرعة الأولى ليكون نائب قائده خلال حرب العراق من 2007 إلى 2008. خلال تواجده هناك عمل جنبا إلى جنب مع العرب والأكراد وعلى الرغم من العلاقة الصعبة بين المجموعات العرقية فقد أشاد هيرتلينغ بتوماس قائلا: «لقدرته السريعة على الاندماج بذكاء» وأضاف: «إنه ساعدنا على المحاربة بشكل أفضل». بعد انتهاء فترة ولايته في الفرقة المدرعة الأولى عاد توماس إلى العمليات الخاصة. من عام 2010 حتى عام 2012 عمل توماس نائبا لقائد العمليات الخاصة المشتركة. كأمين عام كان توماس مسؤولا عن جميع القوات الخاصة الأمريكية والناتو في أفغانستان من عام 2012 حتى عام 2013.
بعد قيادة جميع وحدات القوات المسلحة الأميركية وحلف شمال الأطلسي في أفغانستان تم ترقيته إلى رتبة فريق أول وعين في مقر وكالة المخابرات المركزية في لانغلي بولاية فرجينيا حيث شغل منصب المدير المساعد لوكالة المخابرات المركزية للشؤون العسكرية. في أغسطس 2014 حل توماس مكان جوزيف فوتيل قائدا لقيادة العمليات الخاصة المشتركة. تمت ترقية فوتيل إلى فريق أول من فئة الأربعة نجوم وحل محل الأميرال مكرافن كقائد لقيادة العمليات الخاصة الأمريكية.